# 別所浩郎

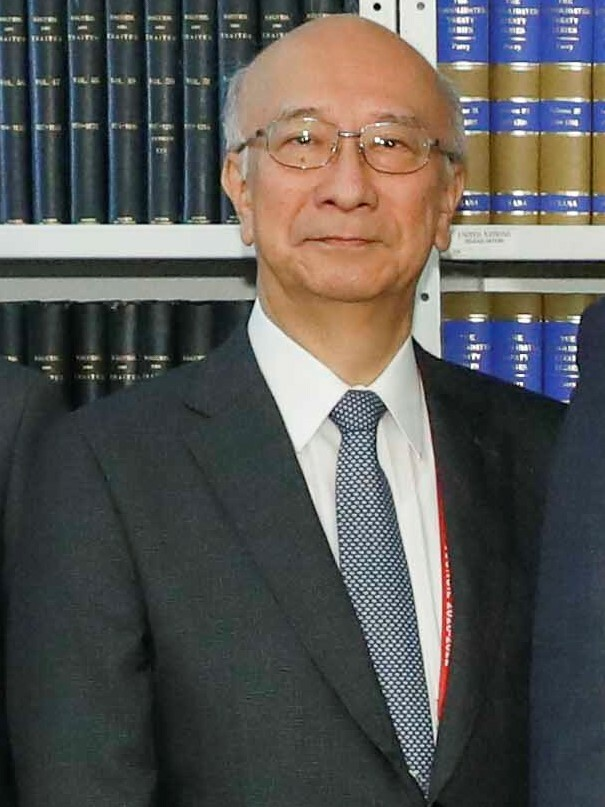
（2018年12月撮影）

別所 浩郎（べっしょ こうろう、1953年〈昭和28年〉2月5日 - ）は、日本の外交官。外務審議官（政務）を経て、2016年（平成28年）6月から国連大使。2020年（令和2年）1月から侍従次長。2021年（令和3年）4月から侍従長。

## 経歴
兵庫県出身。父親の仕事で小、中学校時代はニュージーランドで過ごす。灘高等学校から東京大学法学部第1類（私法コース）を経て、1974年（昭和49年）外務公務員採用上級試験合格。1975年（昭和50年）東大を卒業後、外務省に入省し、欧亜局に配属された。
1976年（昭和51年）、在連合王国日本国大使館外交官補。1978年（昭和53年）、在連合王国日本国大使館三等書記官。1979年（昭和54年）、在連合王国日本国大使館二等書記官。1980年（昭和55年）、外務省経済局。1981年（昭和56年）、外務省経済局国際経済第一課。1982年（昭和57年）、外務省経済局国際経済第一課課長補佐。1983年（昭和58年）、外務省アジア局中国課課長補佐。1984年（昭和59年）、外務省北米局北米第二課首席事務官。1987年（昭和62年）、在インドネシア日本国大使館一等書記官。1990年（平成2年）、在アメリカ合衆国日本国大使館一等書記官。1992年（平成4年）、在アメリカ合衆国日本国大使館参事官。1993年（平成5年）、外務省経済局国際機関第一課長。
1995年（平成7年）、アジア局北東アジア課長として「女性のためのアジア平和国民基金」設立に関与した。
1997年（平成9年）、在連合王国日本国大使館参事官。
1998年（平成10年）、経済協力開発機構（OECD）日本政府代表部参事官。1999年（平成11年）、経済協力開発機構日本政府代表部公使。
2000年（平成12年）、総合外交政策局総務課長。2001年（平成13年）4月から小泉純一郎内閣総理大臣秘書官となり、2002年（平成14年）、2004年（平成16年）の日朝首脳会談へも随行した。
2007年（平成19年）外務省に新設された国際協力局の初代局長に就任する。2008年（平成20年）総合外交政策局長兼侍従職御用掛を経て、2010年（平成22年）8月、政務担当の外務審議官。
2012年（平成24年）9月、駐大韓民国特命全権大使に就任し、10月30日に着任した。
2016年（平成28年）6月10日、国際連合日本政府代表部特命全権大使に就任。同年8月、日韓両国の友好親善に貢献した功績をたたえ、韓国政府から修交勲章光化章を授与される。
2019年（令和元年）12月3日、依願退官。2020年（令和2年）1月21日、侍従次長に就任。2021年（令和3年）4月1日、侍従長に就任。

## 人物
趣味は能楽。

## 同期
- 河相周夫（12年外務事務次官・10年内閣官房副長官補）
- 奥田紀宏（13年駐カナダ大使・10年駐エジプト大使・08年国連次席大使）
- 谷崎泰明（13年外務省研修所長・10年駐ベトナム大使）
- 三輪昭（14年関西担当大使・10年駐ブラジル大使・08年駐ポルトガル大使）
- 鈴木庸一（13年駐フランス大使・10年駐シンガポール大使）
- 持田繁（10年国連事務総長副特別代表）
- 門司健次郎（13年ユネスコ代表部大使・10年駐カタール大使）
- 渥美千尋（11年駐アイルランド大使・08年駐パキスタン大使）
- 山口寿男（07年駐ノルウェー大使・06年駐イラク大使）
- 岸野博之（13年駐ラオス大使・10年駐エチオピア大使）
- 水城幾雄（10年駐パナマ大使）
- 江川明夫（13年駐スロバキア大使・10年駐ザンビア大使）
- 竹内春久（13年駐シンガポール大使・11年駐沖縄担当大使・08年駐イスラエル大使）
- 西林万寿夫（13年駐ギリシャ大使・10年兼北極担当大使・12年文化交流担当大使・09年駐キューバ大使）
- 篠塚保（12年国際テロ対策・組織犯罪対策協力担当兼サイバー政策担当大使・09年駐バングラデシュ大使）
- 蒲原正義（13年駐カザフスタン大使・12年査察担当大使・9年駐グルジア大使）
- 森元誠二（13年駐スウェーデン大使・08年駐オマーン大使）
- 小林祐武（98年外務省経済局総務参事官室課長補佐）
- 椿秀洋（12年駐ボリビア大使）
- 庄司隆一（11年駐ナイジェリア大使）
- 清水武則（11年駐モンゴル大使）
- 福田米蔵（11年駐ジンバブエ大使）
- 隈丸優次（13年駐カンボジア大使）
- 藤田順三（13年駐ウガンダ大使）
- 丸尾眞（12年科学技術協力担当大使・10年駐キルギス大使）
- 名井良三（13年駐アンゴラ大使）
- 大部一秋（13年駐ウルグアイ大使）